# Aelia Flaccilla
Aelia Flaccilla, död 385, var en romersk kejsarinna och helgon, gift med den romerske kejsaren Theodosius I, och mor till kejsarna Arcadius och Honorius samt Aelia Pulcheria.
Falccilla var ursprungligen från Spanien och gifte sig med Theodosius 375. Hon var starkt kristen och anhängare av den Niceanska skolan. Hon ägnade sig ivrigt åt välgörenhet och skötte själv om invalider och handikappade. En staty restes åt henne i Konstantinopel, där Palatium Flaccillianum namngavs efter henne.